# Karim Abdullayev
Karim Abdullajewitsch Abdullayev (russisch Карим Абдуллаевич Абдуллаев; * 12. Februar 1901 in Taschkent, Generalgouvernement Turkestan, Russisches Kaiserreich; † 1977) war ein sowjetisch-usbekischer Komponist.

## Leben
1925 absolvierte er die Musikschule Taschkent im Fach Trompete. Daraufhin studierte er am Staatlichen Institut für Musikwissenschaft und von 1929 bis 1933 am Moskauer Konservatorium. Hier belegte er ethnographische und historisch-theoretische Kurse. Später war er neben anderen Funktionen Inspektor für Musik beim Volkskommissariat für Bildung in Taschkent und Musikredakteur beim Usbekischen Rundfunk. Auf Initiative Karim Abdullayevs wurde 1938 beim Usbekischen Rundfunk ein Kinderchor für Jungen und Mädchen gegründet. 1948 wurde er Leiter der Musikabteilung des Volkshauses in Taschkent. 1956 erhielt er den Ehrentitel Verdienter Künstler der Usbekischen SSR verliehen.

## Werke (Auswahl)
- Streichquartett nach usbekischen Melodien, 1935
- Orientalischer Marsch für Klavier zu vier Händen, 1937

- Девушкам Узбекистана [Mädchen aus Usbekistan] für Chor a cappella
- Девушки-шелководы für Chor a cappella, 1968
- Колыбельная [Wiegenlied] für Gesang und Klavier, 1968
- Весна [Frühling] für Gesang und Klavier
- Мы строим коммунизм [Wir bauen den Kommunismus] für Kinderchor
- Моя партия [Meine Partei] für Kinderchor